# Laurids Lauridsen Thurah
Laurids Lauridsen Thurah (ur. 4 marca 1706 w Aarhus, zm. 5 września 1759 w Kopenhadze) – duński architekt okresu baroku.
Od 1725 służył w holsztyńskim korpusie inżynieryjnym, pozostając nim przebywał w latach 1725–1729 w Rendsburgu. W latach 1732–1736 pobudował barokowy pałac królewski w Roskilde.